# Hrîhorivka, Ciornobai
Hrîhorivka (în ucraineană Григорівка) este un sat în comuna Lukașivka din raionul Ciornobai, regiunea Cerkasî, Ucraina.

## Demografie
Componența lingvistică a localității Hrîhorivka
     Ucraineană (95,86%)
     Rusă (4,14%)
Conform recensământului din 2001, majoritatea populației localității Hrîhorivka era vorbitoare de ucraineană (95,86%), existând în minoritate și vorbitori de rusă (4,14%).